# Joseph Béhé

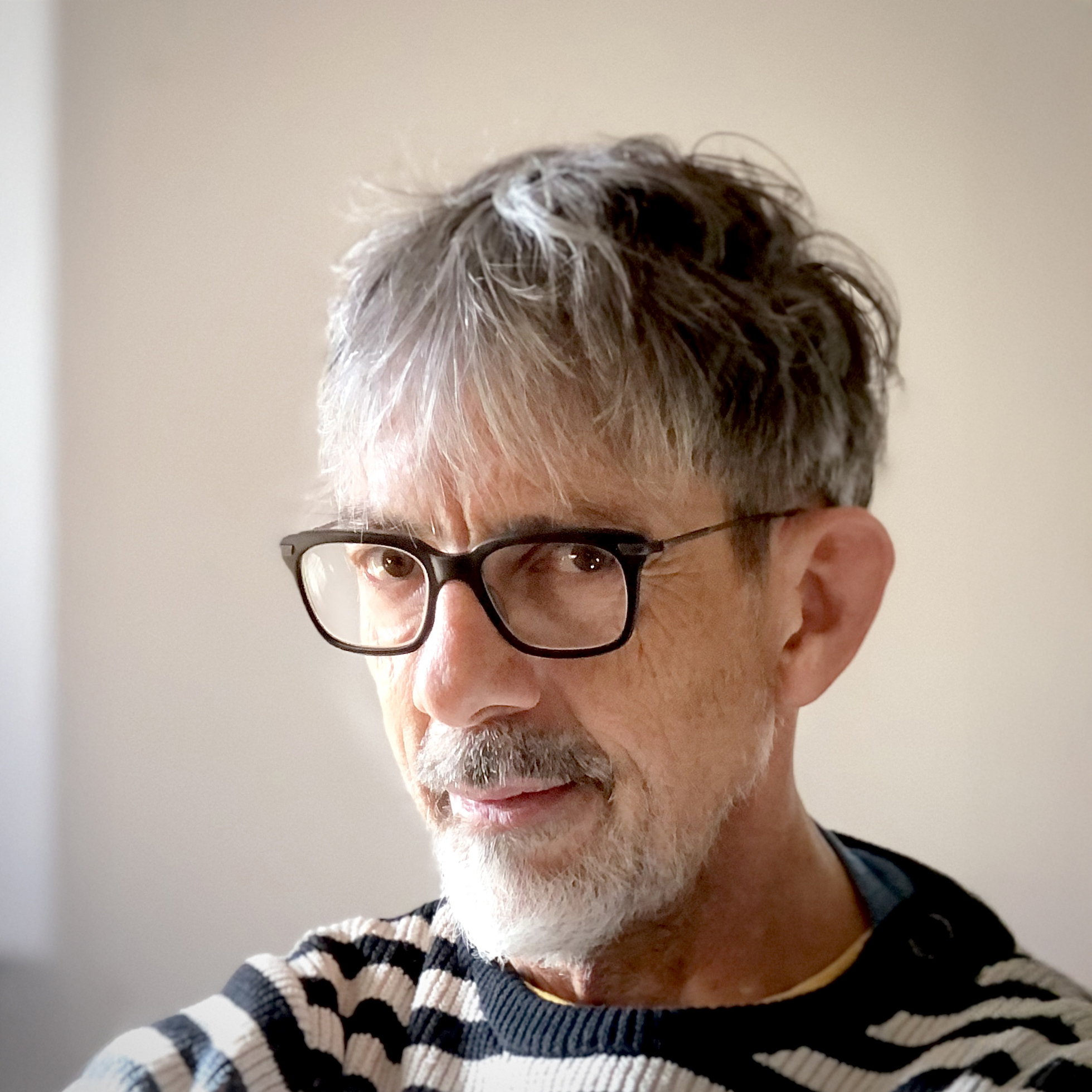
Joseph Béhé, 2024

Joseph Béhé eigentlich Joseph Griesmar (* 19. Februar 1962 in Triembach-au-Val, Elsass) ist ein französischer Comiczeichner.

## Leben
Der Künstlername Béhé ist der Geburtsname seiner Mutter. Er studierte nach dem Abitur ab 1980 an der Straßburger Kunstschule. Seinen ersten Comic Tödliche Macht (fr. Péché Mortel), der auf einem Szenario von Jean Christoph Deloulme alias Toff basierte, veröffentlichte er 1989 in Pilote in einer unkolorierten Fassung und kurze Zeit später als Album in Farbe (bei Dargaud). Bei Dargaud veröffentlichte er 1991 das Album Kunst und Liebe (fr. Pur l’Amour de l’Art; Szenario von Le Tendre und Rey).
1992 wechselte Béhé zum Verlag Vents d’Ouest, wo man nicht nur Tödliche Macht neu auflegte, sondern auch seine nächste Arbeit, das zweiteilige Album Doppel-Gen (fr. Double Je), verlegte. Der Politthriller Mitternacht in Rhodos (fr. Minuit à Rhodes), basierend auf dem Szenario des Kinderbuchautors Eric Boisset, wurde ihm von seinem Verlag vorgeschlagen und erschien in zwei Alben im Jahr 1995. 1998, zum 150-jährigen Jubiläum der Badischen Revolution gehörte er zu den Zeichnern von Des Volkes Freiheit. Für Vents d’Ouest wurde Ende der 1990er Jahre zu dem eigentlichen Zweiteiler Tödliche Macht ein dritter Band geschaffen, der 32 Jahre später in der Zukunft spielt und zum Teil offene Fragen der ersten beiden Bände beantwortet.